# Tele2體育館
Tele2體育館是位於瑞典斯德哥爾摩约翰内斯豪夫斯德哥爾摩球形都市的可伸縮屋頂綜合性體育館。它主要用於舉行演唱會和足球比賽，舉辦瑞典足球超級聯賽佐加頓斯體育會足球隊和 哈馬比足球會的主場比賽。體育館舉行足球比賽可容納30,000至35,000名觀眾，具體取決於站立的人數 其設施滿足國際足總和歐洲足聯舉辦國際比賽和錦標賽的要求。

## 外部連結
维基共享资源上的相關多媒體資源：Tele2體育館
- Tele2體育館官方網站 （页面存档备份，存于）
- SGA Fastigheter AB （页面存档备份，存于）
- Stockholm Globe Arenas （页面存档备份，存于）

| 前任： 札格瑞布體育館 札格瑞布        | 歐洲男子手球錦標賽 決賽場館 2020 | 繼任： 新布達佩斯體育館 布達佩斯 |
| 前任： Cairo Stadium Indoor Hall 開羅 | 世界男子手球錦標賽 決賽場館 2023 | 繼任： 泰倫拿體育館 奧斯陸       |